# Челомбітько Євген
Євген Челомбітько (нар. 22 листопада 1965) — український яхтсмен. Він брав участь у класі Торнадо на літніх Олімпійських іграх 1996 року.